# Perditorulus strongylus
Perditorulus strongylus är en stekelart som beskrevs av Christer Hansson 2004. Perditorulus strongylus ingår i släktet Perditorulus och familjen finglanssteklar.
Artens utbredningsområde är Colombia. Inga underarter finns listade i Catalogue of Life.